# Vrdy

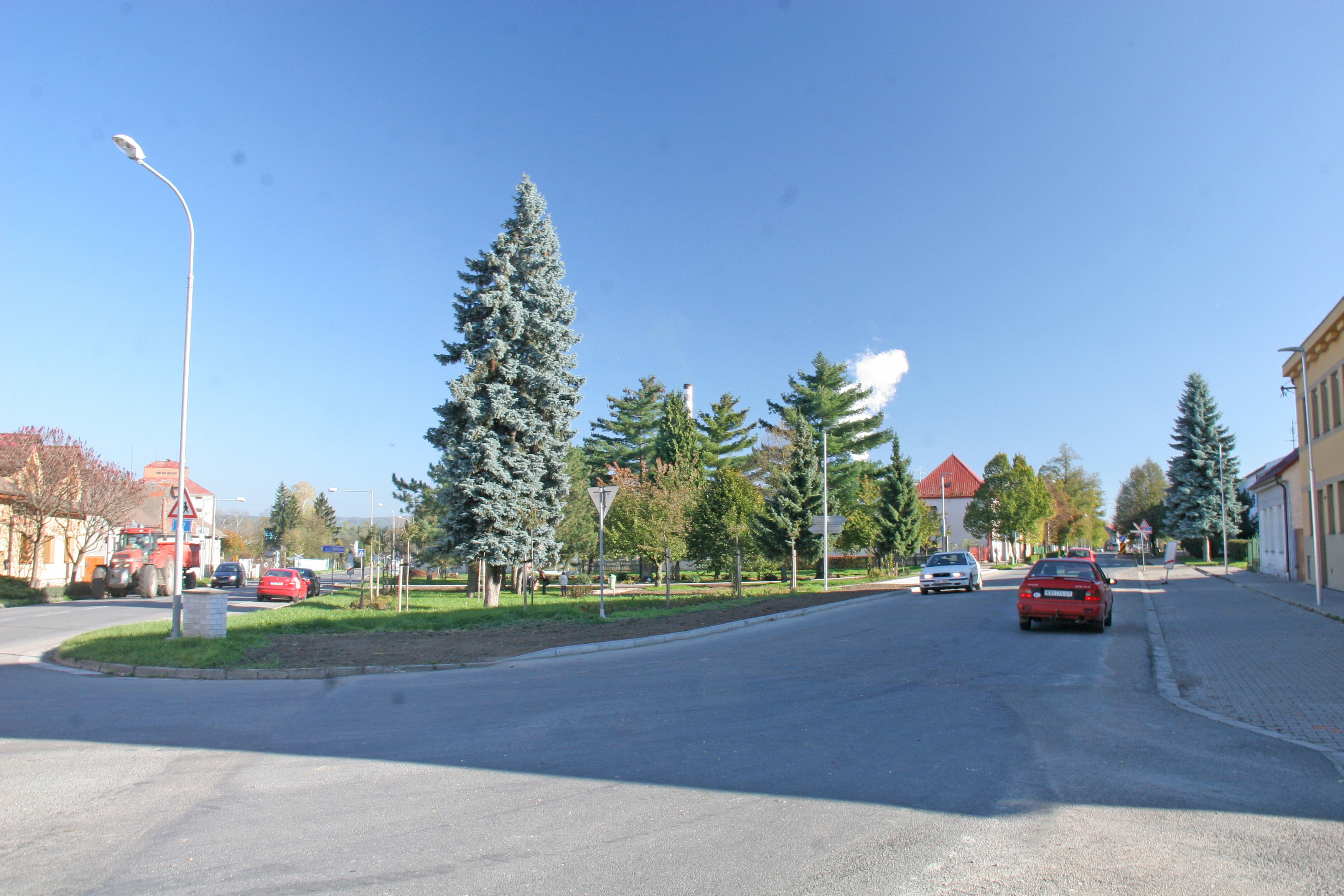
Vrdy Ortsmitte (2014)

Vrdy (deutsch Wrdy) ist eine Gemeinde im Okres Kutná Hora  in der Mittelböhmischen Region in Tschechien. Der Ort liegt rund sechs Kilometer nordöstlich von Čáslav.

## Geographie
Vrdy befindet sich linksseitig der Doubrava in der Čáslavská kotlina (Czaslauer Becken). Nördlich des Dorfes verläuft die Straße I/17 zwischen Čáslav und Heřmanův Městec. Zwei Kilometer südlich von Vrdy führt die Bahnstrecke Čáslav–Třemošnice vorbei, am Bahnhof Skovice zweigt davon die Schleppbahn Skovice–Vrdy-Bučice ab.
Nachbarorte sind Zbyslav und Bílé Podolí im Norden, Semtěš und Starkoč im Nordosten, Vinice und Vrdský Mlýn im Osten, Vinaře und Šmolcov im Südosten, Ksiny, Žleby und Markovice im Süden, Skovice, Filipov und Čáslav im Südwesten, Koudelov im Westen sowie Dolní Bučice im Nordwesten.

## Geschichte
Erstmals erwähnt wurde das Dorf 1307 in seiner Gründungsurkunde durch Ulrich von Lichtenburg. Anfänglich wurde  der Ort als Werda, bzw. Werder, später auch als Wurdau und Wurd bezeichnet. Er gehörte zur deutschsprachigen Kuttenberger Sprachinsel, welche bis zu den Hussitenkriegen bestand. Bis 1849 war Vrdy der Herrschaft Žleby untertänig.
Nach der Aufhebung der Patrimonialherrschaften bildete Vrdy mit den Höfen Koudelov und Skovice eine Gemeinde im Gerichtsbezirk Časlau. 1856 gründete Alexander von Schoeller in Vrdy eine Zuckerfabrik. Ab 1868 gehörte das Dorf zum Bezirk Časlau. Im Zuge der Gebietsreform von 1960 wurde der Okres Čáslav aufgehoben; Vrdy wurde dem Okres Kutná Hora zugeordnet, zugleich erfolgte die Eingemeindung von Dolní Bučice, Horní Bučice und Zbyslav (mit Polsko).
Die Zuckerfabrik firmiert heute als Ethanol Energy a.s.

## Gemeindegliederung
Die Gemeinde Vrdy besteht aus den Ortsteilen Dolní Bučice (Unter Butschitz), Horní Bučice (Ober Butschitz), Vrdy und Zbyslav (Sbislaw), die zugleich auch Katastralbezirke bilden.  Grundsiedlungseinheiten sind Dolní Bučice, Horní Bučice, Koudelov-Skovice, Polsko, Vrdy und Zbyslav.

## Sehenswürdigkeiten
- Kirche Allerheiligen in Dolní Bučice
- Kirche der hl. Dreifaltigkeit in Zbyslav
- Kapelle in Vrdy
- Naturdenkmal Zbyslavská mozaika bei Zbyslav
- Červený mlýn, ehemalige Wassermühle bei Dolní Bučice